# Дженкинс, Терри
Терренс «Терри» Дженкинс (англ. Terrence 'Terry' Jenkins, род. 26 сентября 1963 в Ледбери, Херефордшир) — английский дартсмен, также известный под никнеймом «Бык» (англ. The Bull). Он добирался до 4 места в рейтинге и 7 раз доходил до финалов главных турниров (PDC Premier Events): 2006 и 2007 World Grand Prix, 2007 и 2009 World Matchplay, 2007 Premier League, 2007 Las Vegas Desert Classic и 2008 Grand Slam.

## Карьера
Терри Дженкинс начал карьеру дартсмена в 1993 году. Десять лет выступал в турнирах под эгидой BDO, в 2003 перешёл в PDC. В турнирах BDO не завоевал особого внимания, ни разу не выступив на чемпионате мира, и дойдя до четвертьфинала на турнире Winmau World Masters. Первые успехи пришли в 2006 году, когда Дженкинс дошёл до финала Grand Prix, где проиграл Филу Тейлору, многократному чемпиону мира. На Чемпионате мира 2007 Дженкинс в решающем сете со счетом 5-4 в четвертьфинале проиграл Энди Гамильтону. Также в 2007 году он достиг финала Премьер-Лиги, обыграв в полуфинале тогда действующего чемпиона мира Раймонда ван Барневелда, финала Las Vegas Desert Classic, где его победил тот же ван Барневелд, World Matchplay, где он в полуфинале одержал знаменитую победу над Филом Тейлором и в финале его победил Джеймс Уэйд, на World Grand Prix в финале также был побеждет Уэйдом, в четвертьфинале Grand Slam of Darts был побежден будущим финалистом Энди Гамильтоном.
В 2008 году на чемпионат мира, в первом раунде уступил будущему финалисту Кирку Шеферду. На Grand Slam of Darts дошёл до финала, однако проиграл Филу Тейлору. В остальных турнирах вылетал на первых раундах.
2009 год был более успешным для Дженкинса. На 2009 Las Vegas Desert Classic он дошёл до четвертьфинала, где был побеждён канадцем Джоном Патом, на этой же стадии его выбил Ронни Бакстер на UK Open. На World Matchplay Дженкинс добрался до финала, где проиграл Филу Тейлору. В Grand Slam of Darts обыграл во втором раунде Джеймса Уэйда в упорной борьбе со счётом 10-9, потом был повержен Роберт Торнтон, и в полуфинале Дженкинс проиграл Скотту Уэйтсу.
На чемпионате мира 2010 достиг третьего раунде, где был выбит Саймоном Уитлоком. В основном 2010 год сложился для Дженкинса неудачно, почти во всех турнирах он вылетал на первых стадиях, занял последнее место в Премьер-лиге. Удачным сложился Чемпионат Европы, он дошёл до полуфинала, где в красивой и упорнейшей борьбе со счетом 11-10 все же победил Фил Тэйлор.
Чемпионат мира 2011 для Терри Дженкинса начался крайне нервозно — он чуть было не проиграл в первом раунде, выиграв 3-2. Однако в следующих играх он одержал разгромные победы над Брауном, Уолшом, Ньютоном, а в полуфинале был повержен шотландцем Гэри Андерсоном, который стал серебряным призёром. Однако в Премьер-лиге его снова постигла неудача — он занял только седьмое место в группе и не вышел в плей-офф. Не удался и чемпионат Европы, где он проиграл Полу Николсону во втором раунде.
2012 год снова сложился намного удачнее — он дошёл до четвертьфинала на чемпионате мира, где проиграл будущему двукратному чемпиону Адриану Льюису. Но на World Matchplay он взял у Льюиса реванш и дошёл до полуфинала, однако был повержен Джеймсом Уэйдом.
Чемпионат мира 2013 Терри Дженкинс начал с победы над Стивом Брауном и Джоном Патом. В 3 раунде, против Энди Гамильтона, набрал 13 раз «180» и набирал в среднем 100.39, но потратил 20 дротиков на удвоения и проиграл 4-1. После чемпионата мира опустился на 16 место в рейтинге.